# گاری علوفه
گاری علوفه یک نقاشی است که توسط جان کانستبل در سال۱۸۲۱ تمام شد.این نقاشی صحنه رعیتی روی رودخانه استار در بین شهرستان های سافک و اسکس است، که در نگارخانه ملی لندن نگهداری می‌شود و به عنوان مشهورترین کار جان کانستبل شناخته می شود.  و یکی از بزرگترین و محبوبترین نقاشی های انگلیسی است.